# Piatra (Teleorman)
Piatra è un comune della Romania di 3 492 abitanti, ubicato nel distretto di Teleorman, nella regione storica della Muntenia.